# Bornholms besættelse
Bornholms besættelse under 2. verdenskrig varede fra den 10. april 1940 til den 5. april 1946. Bornholms officielle befrielsesdag fejres 5. april. Besættelsesmagterne var tyskerne og Sovjetunionen: Den tyske besættelse varede fra 10. april 1940 til 9. maj 1945 og den sovjetiske besættelse varede fra den 9. maj 1945 til den 5. april 1946 næsten et år efter, at Danmark var befriet af styrker under den britiske feltmarskal Montgomery. I dansk kontekst kaldes perioden besættelsen af Bornholm, hvorimod den i sovjetisk kontekst, beskrives som en befrielse af Bornholm. Krigserindring fra denne periode er forskellige.

## Den tyske besættelse
Bornholm blev besat af tyskerne den 10. april 1940 – dagen efter resten af Danmark. Med sin beliggenhed midt i Østersøen var øen strategisk vigtig for tyskerne, som herfra kunne kontrollere den sydlige Østersø. Tyskerne anlagde mange observationsposter i form af radar- og målestationer. De påbegyndte også opførelsen af to store kanonbunkeranlæg ved Bornholms sydligste punkt, Dueodde. Kanonerne med en rækkevidde på over 100 km kunne skyde til Rügen. Anlægget med de to kanonbunkere ville koste 20 millioner kroner, men blev opgivet efter Tysklands angreb på Sovjetunionen med Operation Barbarossa den 22. juni 1941.:54
I 1945 blev Bornholm pludselig et vigtigt frontområde for tyskerne, da de sovjetiske styrker rykkede mod vest. Millioner af tyskere flygtede mod vest i takt med den sovjetiske fremrykning. Tyskland havde brug for Østersøen som led i Operation Hannibal, den store evakueringsaktion for civile flygtninge og soldater fra Østfronten. Hitlers efterfølger som rigskansler Karl Dönitz beordrede øens nye kommandant, den 43-årige Gerhard von Kamptz, til at forsvare Bornholm. Da von Kamptz ankom til Bornholm den 5. marts 1945, lå øen allerede et godt stykke bag de sovjetiske linjer. Med 15.000 soldater, hvoraf mange var sårede, planlagde han forsvaret af Rønne og Nexø med Bornholms største havne. Dönitz havde sendt yderligere 1.000 mand og artilleri til øen, men det var alligevel ikke muligt at forsvare hele øens kystlinje.:14
Den 4. maj overgav Tyskland Danmark til den engelske feltmarskal Montgomery. Danmark var befriet, og landet festede. Bornholmerne troede, at de var befriet som resten af Danmark, men historien tog en anden drejning. Gerhard von Kamptz var under pres: Det var vigtigt for Tyskland, at farvandet mellem Bornholm og Tyskland forblev tysk for at sikre en af de sidste evakueringsruter for tyske soldater. Englænderne havde ikke fået ordre til at sende tropper til Bornholm. Og Eisenhower ønskede ikke en konfrontation med Sovjetunionen om den danske ø. Kun hvis den danske regering bad om det, ville Eisenhower give ordre til at sende tropper. Det gjorde regeringen ikke, og de sovjetiske styrker var på vej ind over Bornholm.:16-17

### Bombardementerne
Den 7. maj blev Nexø og Rønne uden varsel bombarderet af sovjetiske fly. Angrebene forsatte til ud på aftenen. Nedkastede flyveblade opfordrede Gerhard von Kamptz til overgivelse og indeholdt en klar advarsel om, at hvis økommandanten nægtede at kapitulere, ville der blive kastet nye bomber klokken 10.00 for at tvinge ham og hans tyske besættere til overgivelse. Gerhart von Kamptz nægtede en sådan kapitulation til sovjettropperne, og lørdag den 8. maj faldt bomberne atter over Nexø og Rønne. Denne gang var de to byer evakueret, og færre kom til skade. Men bygninger og infrastruktur blev stærkt medtaget. Omkring 3.000 stod uden hjem i Rønne og omtrent lige så mange i Nexø.:17, 94-129 Ti bornholmere, hvoraf flere ikke havde ladet sig evakuere, og mange tyskere mistede livet under bombardementerne. De to dages bombardement lagde 212 bygninger i ruiner.
Bombningerne af Nexø og Rønne i maj 1945 betegnes ofte som meningsløse. Blandt andet af historikere som Bent Jensen. Militærhistoriker og inspektør hos Bornholms Museum, Jakob Seerup, udtrykker dog en undren i dette tilfælde: '' Militært set var russernes bombardementer helt logiske. Rationalet er, at det har være russernes velbegrundede indtryk, at her på øen befandt sig en tysk styrke, der var indstillet og forberedt på kamp. For eksempel skød de jo mod de sovjetiske rekognosceringsfly.''

## Den sovjetiske besættelse
De sovjetiske styrker gik i land den 9. maj i fem store torpedobåde med 100 mand. Bornholm var nu besat af Sovjetunionen og overgik fra den ene besættelsesmagt til den anden. Bornholmerne følte sig glemt af resten af Danmark. De 17.000 tyske soldater og flygtninge på øen blev hurtigt transporteret til Tyskland. Under transporten druknede 10 bornholmere, da deres skib påsejlede en mine.:19 Bornholmerne var utrygge ved udsigten til den sovjetiske besættelse. Men efter nogen tid, og da de mange rygter om sovjetisk fremfærd i de tyske områder ikke blev til virkelighed på Bornholm, lettede stemningen noget.:18 Antallet af sovjetiske soldater varierer, da udskiftningen blandt dem var stor, men det nåede på intet tidspunkt over 7.700. De sovjetiske soldater holdt sig for det meste i deres forlægninger, men enkelte skejede ud som regel i forbindelse med fuldskab. Bornholmernes holdning til den sovjetiske besættelsesmagt var i begyndelsen overvejende positiv, men efterhånden som tiden gik, blev mange usikre på fremtiden. Flere begyndte at frygte, at de ikke kom under dansk styre igen. Der var dog en del, der havde en mere afslappet holdning til besættelsen. Som en bornholmer sagde: Vi har jo både haft lybækkere, svenskere og tyskere rendende her, men de forsvandt sgu igen. Så det gør de sgu også!:20 Andre bornholmere flyttede fra øen, da de ikke ville være underlagt Sovjetunionen.
Den danske regering fik i begyndelsen af 1946 endelig mulighed for at forhandle med Sovjetunionen, som viste sig at være imødekommende. De eneste betingelser for rømning var, at den danske garnison på Bornholm ikke måtte overstige en vis størrelse, og at "fremmede magter" ikke måtte have indflydelse på øens administration.:20 Forløbet er dokumenteret ved noter; nyere forskning har fastslået, at Danmark ikke har garanteret varigt fravær af fremmede styrker. Den udviste tilbageholdenhed ses som "underdanighed overfor den russiske bjørn".
Den 16. marts 1946 blev det meddelt fra Sovjetunionen, at Bornholm skulle rømmes, og de sovjetiske styrker på øen gik i gang med at pakke. Den 5. april 1946 var datoen for det, som bornholmerne kalder den "endelige befrielse". Under kanonsalut forlod den sovjetiske flåde Bornholm med besættelseshæren om bord.
Ugerevyen Danske Soldater besætter Bornholm dokumenterede de danske soldaters ankomst til Rønne.
Et antal sovjetiske soldater omkom på og omkring Bornholm under besættelsen. 30 navngivne omkomne er begravet ved Allinge Kirkegård, hvor en obelisk på russisk bekendtgør: "Evig berømmelse for de russiske helte som ofrede livet i kampen mod tyske okkupanter. Fædrelandet 1945." De er dog alle omkommet efter ophøret af den tyske besættelse; ni døde af alkoholforgiftning, 18 ved et skibsforlis og tre af andre årsager.

## Efterkrigstiden
Rønne og Nexø lå i ruiner. Bornholm stod over for et gigantisk genopbygningsarbejde, hvad der ikke var penge til lokalt. Man ansatte 40 arkitekter til at sikre, at genopbygningen fik et autentisk bornholmsk præg. Sverige skænkede bornholmerne en stor gave i form af 400 nye træhuse. Der blev samlet penge fra alle egne af Danmark og Sverige. Også Grønland og Færøerne hjalp til med indsamlinger. I alt blev der samlet otte millioner kroner ind.:20-21
Under den kolde krig var der frygt for, at Sovjetunionen ville angribe og besætte Bornholm igen.

## Bornholms befrielse
5.april 1946 forlod russerne Bornholm. På mange måder blev Bornholm ”glemt” af Danmark.[kilde mangler] Betingelsen var dog, at øen skulle forsvares af Danmark.[kilde mangler] Det fik nogen betydning da Danmark blev medlem af NATO.[kilde mangler]